# イケてる福井 ワイド&ニュース
『イケてる福井 ワイド&ニュース』（イケてるふくい ワイドアンドニュース）は、2010年4月2日から2012年3月30日まで福井放送で放送されていた夕方ワイド番組である。

## 概要
2010年3月まで土曜日に放送されていた『イケてる福井』が金曜日に移動し、夕方ワイド・ニュースを兼ねることになった。ハイビジョン制作であった。
FBCの番組の都合上、2012年3月30日をもって終了した。後番組は『おじゃまっテレ ワイド&ニュース FRIDAY』。

## 放送時間
- 金曜日 16:25 - 19:00 （2010年4月2日 - 2011年3月25日）
- 金曜日 17:00 - 19:00 （2011年4月1日 - 2012年3月30日）
- 月曜日 - 木曜日の同時間帯には『おじゃまっテレ ワイド&ニュース』が放送されていた。

FBCの番組史上初の16時台前半からのスタートとなった。この番組以前の番組は17時前スタートのものが多かった。なお、2011年4月1日以降は、17:00スタートの時もあれば16:30・16:53・16:54の時もありと、その時々によって放送時間が違うことがあった。

## タイムテーブル
太字は日本テレビとの同時ネット。

### 2011年4月 - 2012年3月
- 17:00 オープニング
- 17:02 県内ニュース
- 17:08 特集コーナー
- 17:35 天気予報
- 17:38 みんなの伝言板
- 17:43 現金獲得!チャンスタイム
- 17:50 予告（6時台予告）
- 17:51 CM（ステーションブレイクありのときとステーションブレイク無しのときあり）
- 17:53 news every.（NNN全国ニュース）
- 18:15 6時台オープニング（2011年9月までは18:17開始）
- 18:16 県内ニュース
- 18:25 報道現場 記者に聞け
- 18:35 週末イベント情報
- 18:40 天気予報
- 18:44 きょうコレ （『news every.』、2012年1月中旬 - 5月中旬には春恋キーワードクイズの当選者発表をするために休止）
- 18:50 本社前からHAPPY BIRTHDAY
- 18:55 週末おでかけ情報・今日のニュースのおさらい・エンディング
- 18:56 エンディング

### 2010年4月 - 2011年4月
- 16:25 オープニング
- 16:28 ニュース
- 16:30 特集
- 17:05 天気予報
- 17:07 マジックショー（かつて『おじゃまっテレ』の中継コーナーで実施していたコーナー）
- 17:15 かつて『おじゃまっテレ』で放送されていた「FRIDAY MINIキネマ」やおじゃまっテレ ワイド&ニュースでも放送されている「愛のもう一品」など
- 17:45 みんなの伝言板
- 17:50 news every.（NNN全国ニュース）
- 18:17 6時台オープニング
- 18:18 報道現場 記者に聞け
- 18:27 今週のピックアップ
- 18:38 今日の県内ニュース
  - 担当は、報道部所属の記者または司会者の2人。
  - なお、ニュースフラッシュで使われるBGMは、『news every.』任意枠（この番組では非ネット）で放送されるニュースフラッシュのBGMが使われていた。
- 18:41 天気予報
  - このコーナーで使われている天気予報のBGMは、『Newsリアルタイム』時代（番組開始から2007年10月ごろ）に使用されていた曲。
- 18:45 きょうコレ（『news every.』、3分程度の放送）
- 18:50 本社前からHAPPY BIRTHDAY
- 18:55 週末おでかけ情報・今日のニュースのおさらい・エンディング
- 18:56 エンディング

## キャスター

### メインキャスター（MC）
- 森本茂樹（福井放送アナウンサー）

### サブキャスター（アシスタント）
- 佐々木愛（当時福井放送アナウンサー）

### ニュースコメンテーター
- 週替わりで登場

### 北陸3県イイトコどり担当
- 中山裕子（当時福井放送アナウンサー）

### 過去の出演者
- 中嶋智子（当時福井放送アナウンサー） - FBCを退社するため、2011年3月25日放送分をもって降板。

## ハプニング
2011年8月12日放送分の「きょうコレ」で、映像が日本テレビからの映像に切り替わるはずが音声のみが切り替わり、映像が福井の映像に切り替わった。その状態が30秒ほど続き、スタッフとの打ち合わせをしているところが流れた。そのあとには通常通りに「きょうコレ」を放送したが、当時キャスターを務めていた佐々木アナがコーナー終了後にお詫びのコメントを述べていた。